# 熊村镇
熊村镇，是中华人民共和国江西省抚州市黎川县下辖的一个乡镇级行政单位。

## 行政区划
熊村镇下辖以下地区：
熊村街道社区、上街村、下街村、岭下村、洙岩村、际溪村、中站村、极高村、坊坪村、甘竹村、桃上村、邱源村和张家岭村。